# Veitel Heine Ephraim

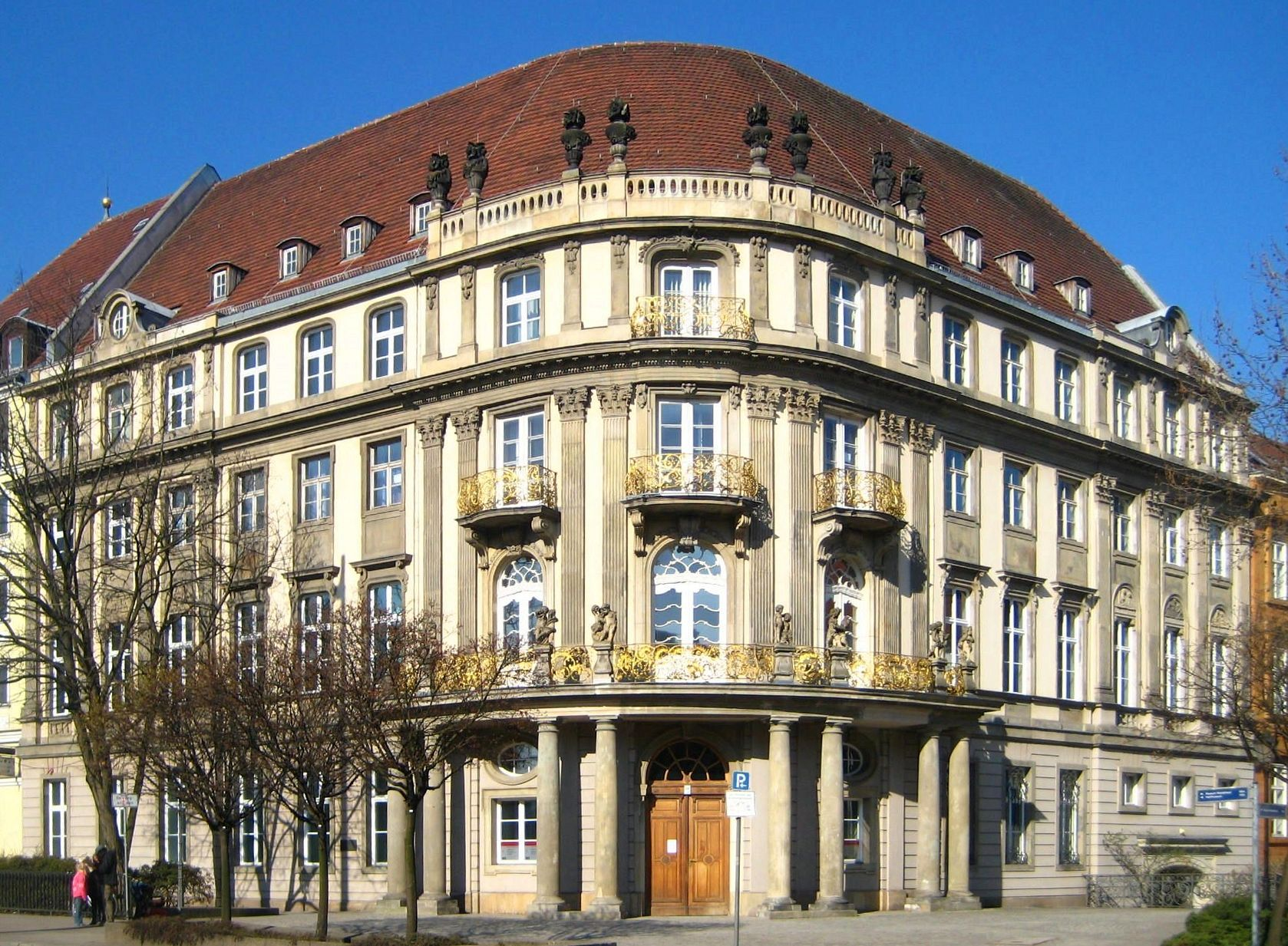
Ephraim-Palais

Veitel Heine Ephraim (* 1703 in Berlin; † 16. Mai 1775 ebenda) war königlich preußischer Hoffaktor, Hofjuwelier, Bankier, Münzmeister, Silberlieferant sowie Inhaber einer Gold- und Silbermanufaktur zum Drahtziehen in Berlin und Potsdam. In Hausarbeit und im Militärwaisenhaus ließ er Posamente herstellen (silberne und goldene Borten, Tressen und Litzen). Er lieferte außerdem Lebensmittel, und Getreide an die Armee. Seit 1750 war er betätigt als Vorsitzender der Jüdischen Gemeinde zu Berlin und gründete eine Lehranstalt. Ephraim und Daniel Itzig finanzierten Preußens Kriegsführung im Siebenjährigen Krieg (1756–1763) durch Münzverschlechterung. Während des ganzen Krieges wurde Kriegsgeld in Magdeburg, Breslau und Königsberg hergestellt.

## Leben

### Herkunft
Nathan Veitel Chajim Ephraim war das fünfte Kind des  Juwelenhändlers, Armenvorstehers und Ältesten der Jüdischen Gemeinde in Altona Chajim ben Ephraim (= Chajim, Sohn des Ephraim, um 1658?–1748). Dieser Vorname wurde dann eingedeutscht zu  Heine.  

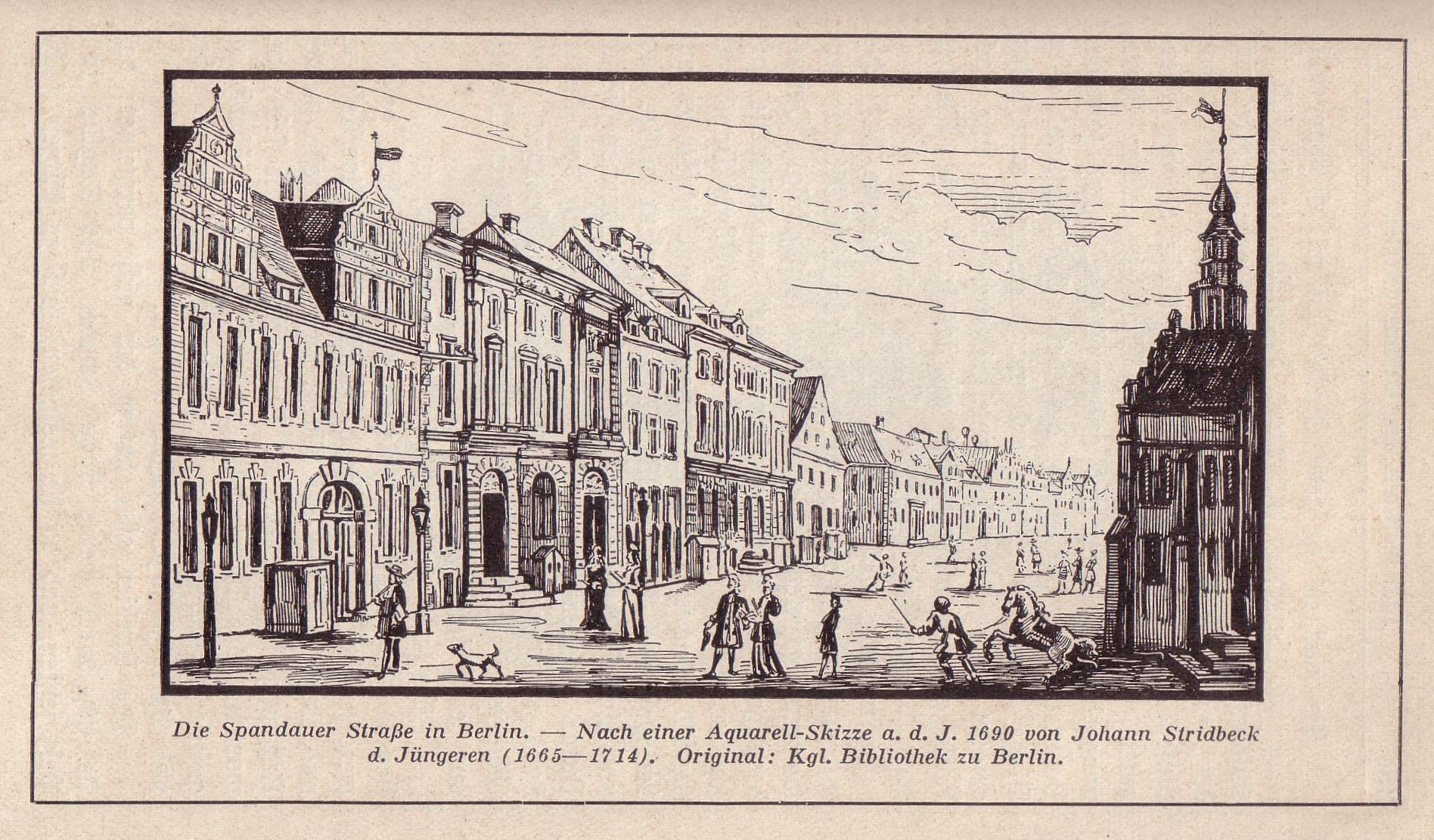
Spandauer Straße, nach einer Aquarell-Skizze von 1690

### Ephraim als Münzpächter
Schon als Kronprinz war der spätere König Friedrich II. von Preußen bei Ephraim verschuldet. 1744/1745 wurde Ephraim Hofjuwelier des preußischen Königs. 1748 pachtete er eine Fabrik für Spitzen und ließ Waisenkinder in Potsdam in der Herstellung unterrichten. 1750 wurde er vom König zum Oberältesten der Berliner Judenschaft ernannt. Ab 1752 lieferte Ephraim Silber an die Preußischen Münzhäuser, damals verpachtet an Johann Philipp Graumann.

Ephraim-Palais am Mühlendamm; um 1830

„Nach Graumanns Sturz wurde Anfang 1755 Moses Fränkel … und seinem Schwager Ephraim die Pacht der Königsberger und Breslauer Münzstätten zu übertragen. Ihr Erfolg in Königsberg war so groß, daß man ihnen unter ähnlichen Bedingungen auch die Pacht der Münzstätten von Aurich und Kleve überließ, trotzdem ihre Konkurrenten bei der Silberlieferung, Moses Hertz Gumperts, Daniel Itzig und Moses Isaak, sich leidenschaftlich bemühten, die Pacht für sich selbst zu gewinnen und die siegreiche Partei durch häßliche Intrigen um die Gunst des Königs und der Münzbeamten zu bringen.“

Jährlich bezahlten sie dem König 5 % Schlagschatz, während ihnen selbst Zoll- und Akzisefreiheit für das durchpassierende Material, Freipässe und Räume für die Ausprägung gewährt wurden. „Um den vom König gewünschten außerordentlich hohen Schlagschatz von 340.000 Talern im Jahre bezahlen zu können, waren die Unternehmer genötigt, bei dem großen Risiko, das sie eingingen, eine sehr hohe Anzahl von Scheidemünzen auszuprägen und zwar nach einem schlechteren als dem bisher üblichen Münzfuß von 14 Talern auf die feine Mark.“ Die geprägte Münzen wurden in Polen, Sachsen und Schlesien umgewechselt für bessere Münze.

„In der Hauptsache nützten sie ihre umfangreichen geschäftlichen und verwandtschaftlichen Auslandsbeziehungen aus, um in Holland, besonders auf dem Amsterdamer Markt, in England und in Hamburg mittelst Hamburger und holländischer Wechsel das nötige Gold und Silber zu erwerben. Sichere Einkaufsgebiete waren auch … Polen, Rußland und Ungarn, wo die sogenannten Aufkäufer der Unternehmer die dort kursierende besseren Münzen einhandelten und sie ihren Auftraggebern zuführten. Bis zum Jahre 1761 sollen de Münzpächter auf diese Weise, wie sie selbst erklärten, 50 Millionen an Gold aus den Oststaaten gezogen und es der königlichen Münze nutzbar gemacht haben. Eine andere Art der Geldbeschaffung bestand darin, die von England erhaltenen Goldsubsidien umzuschmelzen und sie durch Vermischung mit anderen Metallen zu verdoppeln und zu verdreifachen.“

Hierbei bedienten sie sich im königlichen Auftrag (mittels des Preußischen Generals von Tauentzien) umstrittener Methoden: eines niedrigeren Münzfußes als dem 14-Taler Münzfuß. Ephraim stellte für die preußische Regierung mit Hilfe erbeuteter und nachgeschnittener Stempel polnische Tympfe (Ephraimiten) her. Die Münzstätten in Kleve und Aurich fielen 1757 aus, als sie von der französischen Armee besetzt wurden. Als im selben Jahr die preußische Armee in Böhmen stand, prägte Ephraim auch österreichische Münzen.

„Da der König sich noch vor dem „schlechten und infamen Gelde“ scheute, wurde auf den Rat des Generalintendanten Retzow, der seit dem Mai 1756 allen Münzstätten vorstand, beschlossen, daß das neue Geld in Preußen selbst nicht kursieren dürfte.“

Für das besetzte Sachsen ließ Friedrich der Große minderwertige Geldstücke mit Bildnis und Wappen seines verhassten Feindes Friedrich August II. prägen. Doch die Fälschungen wurden erkannt und die Bevölkerung reimte: „Von außen schön, von innen schlimm. Von außen Friedrich, von innen Ephraim.“ Nicht nur die Bürger wollten Ephraim wegen dieser Fälschungen verklagen, auch Gumperts weil gefälschte Münzen nach Preußen exportiert sein sollten. Ephraim wurde inhaftiert und erst freigelassen aus der Pleißenburg als er 30.000 Reichstaler zahlte. Nach dem Tode des Gumperts (1758) söhnte er sich mit Moses Isaak und Daniel Itzig aus und tat sich mit ihnen zu einer neuen Sozietät zusammen. Dieser Sozietät, Ephraim & Co, wurde nun alle sechs preußischen und die beiden sächsischen Münzstätten (die Münzstätte Leipzig und Dresden) verpachtet. 1758 wurde eine fiktive Briefsammlung „Der gerechtfertigte Ephraim. Oder, Historische und beurtheilende Nachrichten über den vergangenen, gegenwärtigen und künftigen Zustand des Sächsischen Finanz-Wesens: Nebst einer Vergleichung der Preußischen und Sächsischen Oeconomie … durch den Juden Ephraim zu Berlin an seinen Vetter Manasses in Amsterdam“ von Jean-Henri Maubert de Gouvest publiziert.

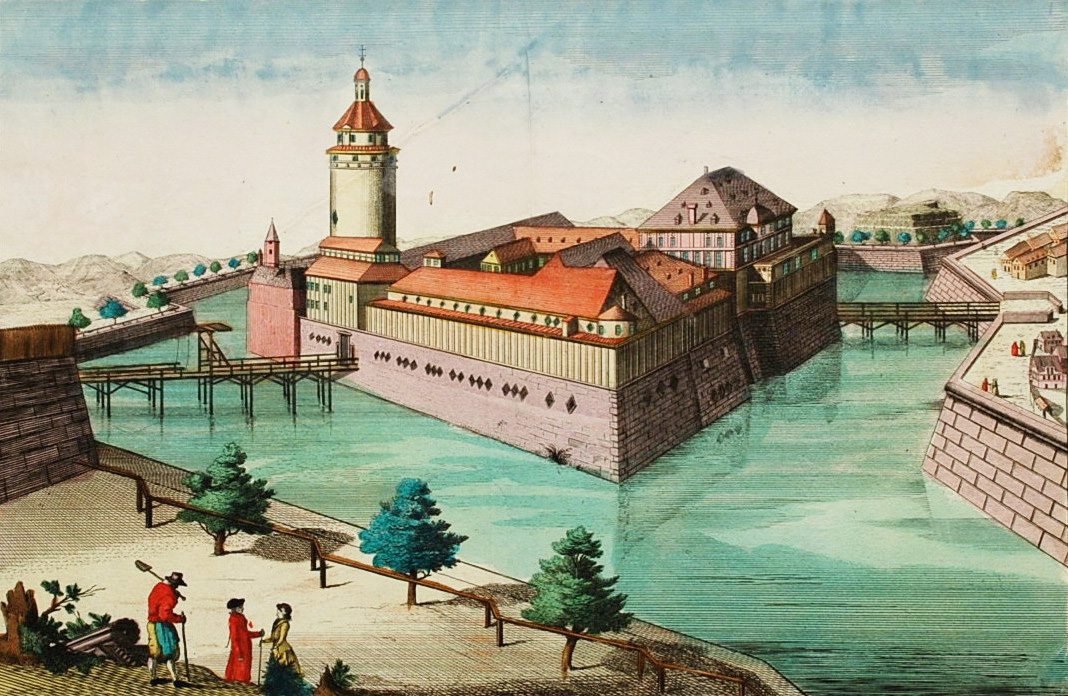
Im Jahr 1753 war die Münzstätte Leipzig in die Kasematten der Pleißenburg verlegt worden. Ihre Stilllegung erfolgte 1765, da sie nicht mehr benötigt wurde. Hauer, Daniel Adam: Kupferstich (29 × 40,3 cm Plattenrand), Guckkastenblatt - deshalb seitenverkehrt!

Anfang 1759 wurde der Graumannsche Münzfuß auch in Preußen verlassen; hergestellt wurde in 19{\displaystyle {\tfrac {3}{4}}} Talerfuß für Preußen und 30-Talerfuß für Sachsen, Polen und Silezien. Ephraim und sein Sohn Benjamin Veitel Ephraim flohen im September 1759 nach Hamburg und Kopenhagen, konnten aber bald nach Berlin zurückkehren. Ab 1760 war er auch als Eintreiber von Sächsischen Kriegskontributionen tätig. „Einen weiteren Vorteil erreichten Ephraim & Söhne durch die Lieferung des Silbers, das sie infolge ihrer vielen ausländische Beziehungen billiger einkaufen konnten als in den Verträgen vorgesehen war.“
Als Belohnung erhielten Ephraim und Itzig 1761 die Rechte christlicher Kaufleute. 1762 kaufte Ephraim sich als erster Jude ein Grundstück in Berlin am Schiffbauer- und Mühlendamm. Insgesamt soll sein Grundbesitz in Berlin den Wert von 400.000 Talern gehabt haben. 1764 begann er mit dem Betrieb einer Schmelzhütte unweit seines Hofs am Schiffbauerdamm, wo gefälschtes Geld eingeschmolzen wurde, um Silber zu erwerben.

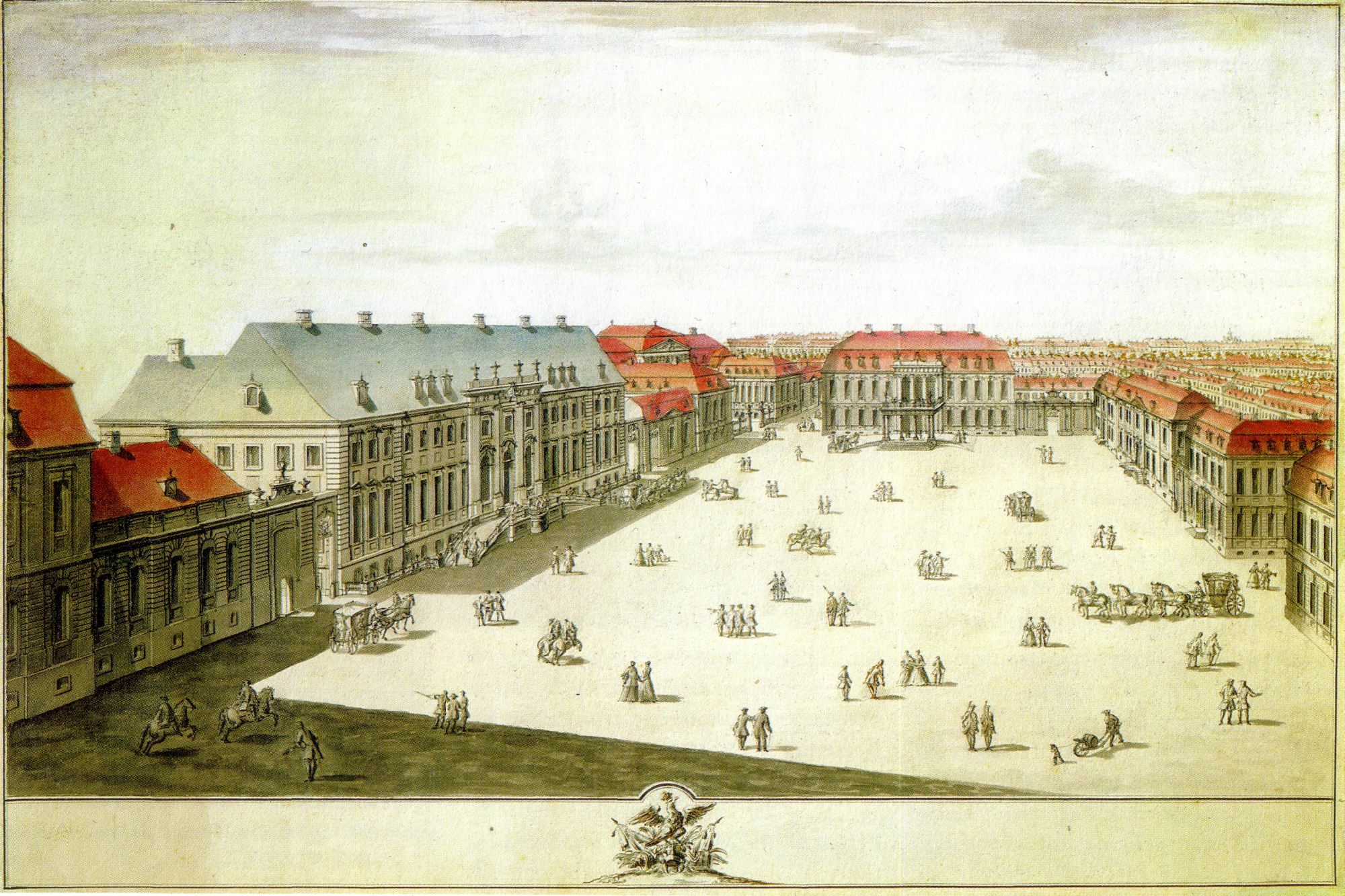
Wilhelmplatz in Berlin, Federzeichnung der geplanten Bebauung mit Blickrichtung Norden; links die 1762 von Ephraim gepachtete Gold- und Silbermanufaktur

### Ephraim als Armenvorsteher
Das prächtige Stadthaus, das Ephraimpalais, wurde im Jahr 1766 fertiggestellt. Die den Balkon tragenden Monolithen hatte der König seinem Günstling von dem gräflich Brühlschen Schlosse geschenkt, das während des Siebenjährigen Krieges zerstört wurde. Das mit reichem Säulen- und Puttenschmuck versehene Palais, wurde 1935 wegen Verbreiterung des Mühlendamms abgetragen und erst zwischen 1985 und 1987 an fast derselben Stelle, aber dennoch neuem Standort an der Poststraße 16 (Nikolaiviertel) in Berlin-Mitte, wieder aufgebaut. Seit 1987 dient das Rokoko-Palais dem Märkischen Museum für Ausstellungszwecke.
Zusammen mit Daniel Itzig versuchte er 1761 eine Armenkinderschule zu gründen, was damals nicht gelang. Doch in seinem Testament von 1774 verfügte er die Gründung einer jüdischen Lehranstalt (Klaus) für Talmud und jüdische Wissenschaft in Berlin, die 1783 unter dem Namen Veitel Heine Ephraimsche Lehranstalt eröffnet wurde und bis zum Beginn des nationalsozialistischen Regimes bestand. Erst im Oktober 2005 wurden 83 historisch besonders wertvolle Bände aus der 1945 verschollenen Bibliothek dieser Lehranstalt der Universität Potsdam übereignet, die aus dem Nachlass des Rabbiners Yehuda Aschkenasy in Hilversum (Niederlande) stammten.
Ephraim wurde auf dem Jüdischen Friedhof Berlin-Mitte begraben.

### Familie
1727 heiratete Ephraim Elke Fränkel; sie bekamen vier Söhne und zwei Töchter. Die Familie Ephraim lebte in der Spandauer Straße 30.  Sie kannten sich schon seit 1738, wo sie sich auf Schloss Rheinsberg begegneten.
- Über seinen Sohn Benjamin Veitel Ephraim (1742–1811) ist viel bekannt. Er war königlich preußischer Hoffaktor, Diplomat und außerdem Unternehmer, machte aber 1809 Konkurs. Er setzte auf die Toleranzpolitik Napoleons, bekam Probleme mit der preußischen Regierung, wurde 1810 als Spion eingekerkert und starb als armer und gescheiterter Mann.[21]
- Einer seiner anderen Söhne, Ephraim Veitel Ephraim (1729–1803) war ebenfalls ein Vertreter der jüdischen Hoffaktoren, die als Hofjuweliere, Münzunternehmer und Bankiers am preußischen Hof in Berlin vor allem für die Finanzierung des Staates unter Friedrich dem Großen und dessen Nachfolger Friedrich Wilhelm II. zuständig waren. In seinem Testament bestimmte er die Gründung der nach ihm benannten und seit 1803 bestehenden Ephraim Veitel Stiftung.[22]